# Ous (rivière)
Pour les articles homonymes, voir Ous.
L'Ous (en russe : Ус) est une rivière de Russie qui coule dans le krai de Krasnoïarsk en Sibérie. C'est un affluent direct de l'Ienisseï en rive droite.

## Géographie
L'Ous prend sa source dans la partie méridionale du krai de Krasnoïarsk, non loin de la limite de la république du Touva, au sein des monts Saïan orientaux. Après sa naissance, la rivière prend la direction du sud-ouest, direction qu'elle maintient globalement tout au long de son parcours. L'Ous se jette dans l'Ienisseï en rive droite au niveau de la retenue du barrage de Saïano-Chouchenskoïe.
La rivière est généralement prise dans les glaces depuis le mois de novembre, jusqu'à fin avril ou début mai.

## Hydrométrie - Les débits mensuels à Oust-Zolotaïa
Le débit de l'Ous a été observé pendant 45 ans (durant la période 1951-1999) à Oust-Zolotaïa, localité située à douze kilomètres de son embouchure dans la retenue de Saïano-Chouchenskoïe sur l'Ienisseï. 
Le débit inter annuel moyen ou module observé à la station d'Oust-Zolotaïa sur cette période était de 64,5 m3/s pour une surface de drainage de 6 110 km2, soit près de 90 % bassin versant de la rivière.
La lame d'eau écoulée dans ce bassin versant se monte ainsi à 333 millimètres par an, ce qui peut être considéré comme assez élevé, mais moindre que l'écoulement de certaines rivières du versant nord des monts Saïan, mieux exposé face aux masses d'air humide. 
Cours d'eau alimenté en grande partie par la fonte des neiges et des glaciers de montagne, l'Ous est une rivière de régime nivo-glaciaire. 
Les hautes eaux se déroulent au printemps et en été, de mai à septembre, avec un pic très net en mai-juin, correspondant à la fin de l'hiver et à la fonte des neiges. En juillet, le débit baisse assez fortement, et cette baisse se poursuit mais de manière beaucoup moins forte en août et en septembre. En octobre, le débit baisse à nouveau, ce qui constitue le début de la période des basses eaux. Celle-ci a lieu de novembre à avril inclus, et correspond aux gelées intenses qui s'abattent sur toute la Sibérie. 
Le débit moyen mensuel observé en mars (minimum d'étiage) est de 8,73 m3/s, soit plus ou moins 4,5 % du débit moyen du mois de mai, maximum de l'année (191 m3/s), ce qui montre l'amplitude assez importante des variations saisonnières.
Et ces écarts peuvent être plus importants encore d'après les années : ainsi sur la durée d'observation de 45 ans, le débit mensuel minimal a été de 4,80 m3/s en mars 1952, tandis que le débit mensuel maximal s'élevait à 463 m3/s en juin 1966.
En ce qui concerne la période libre de glaces (de juin à septembre inclus), le débit mensuel minimal observé a été de 33,0 m3/s en juin 1989, année de sécheresse dans la région. 